# CTP依赖核黄素激酶
CTP依赖核黄素激酶（英語：CTP-dependent riboflavin kinase，EC 2.7.1.161，Methanocaldococcus jannaschii Mj0056, Mj0056）是一种系统名为CTP:riboflavin 5′-phosphotransferase的酶。此酶催化下列化学反应：
CTP + 核黄素 {\displaystyle \rightleftharpoons } CDP + FMN
这种古菌中存在的酶使用CTP而非ATP作为核苷酸供体，因而得名。